# Chloroclystis sphragitis
Chloroclystis sphragitis là một loài bướm đêm trong họ Geometridae.